# كيفن إليوت
كيفن إليوت (بالإنجليزية: Kevin Elliott)‏ هو لاعب كرة قدم أمريكية أمريكي، ولد في 21 ديسمبر 1988 في فاييتفيل في الولايات المتحدة.

## وصلات خارجية
- كيفن إليوت على موقع مرجع كرة القدم المحترفة.كوم (الإنجليزية)